# Рольова гра

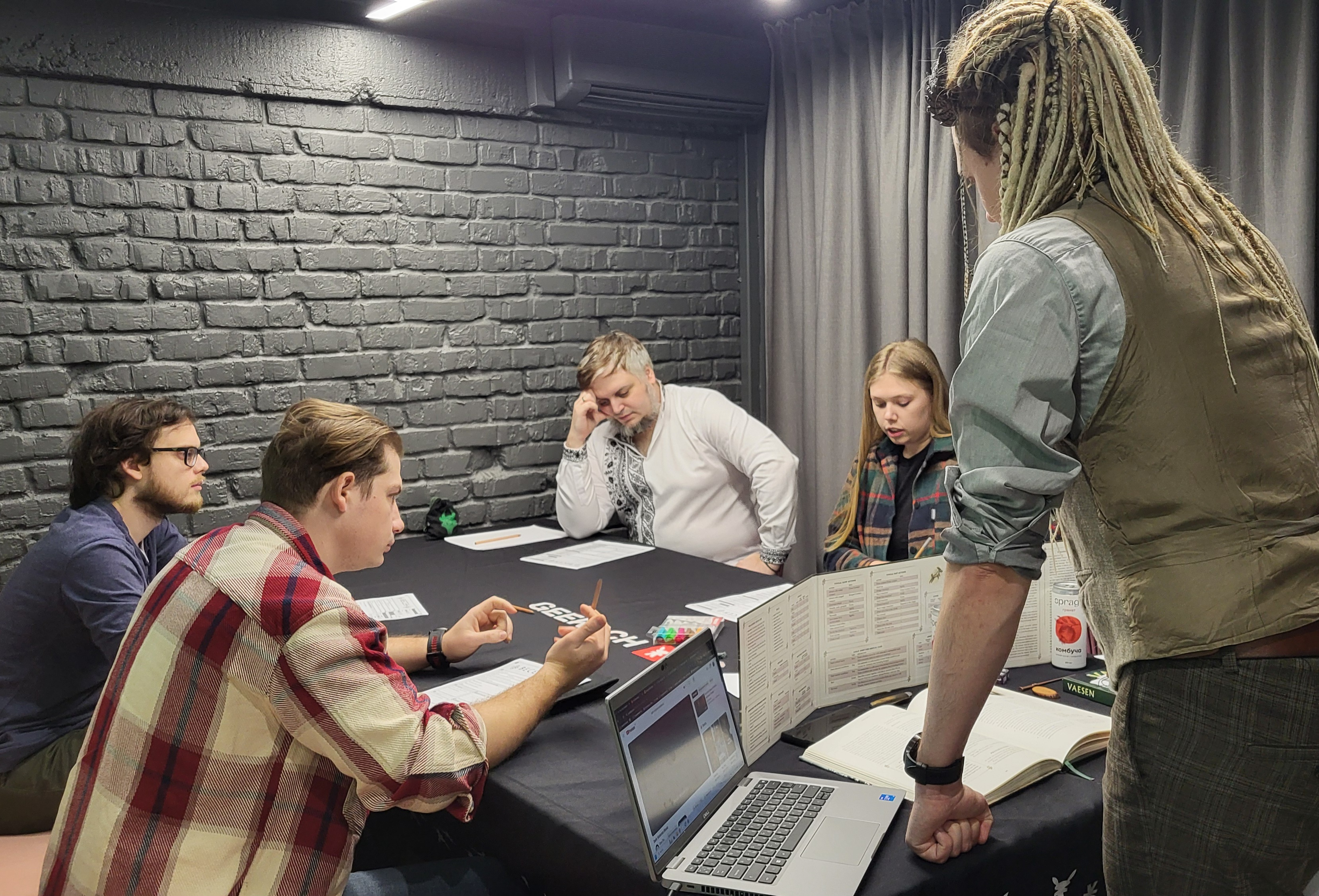
Сесія гри у Vaesen. Праворуч — відокремлений від решти гравців ширмою майстер гри

Рольова гра, або RPG (англ. role-playing game) — гра розважального характеру, в якій учасники приймають певні конкретні ролі та колективно створюють історію або слідують уже із фантастичних творів), у вигаданих ситуаціях діючи відповідно до своїх ролей. Учасники приймають рішення, спираючись на словесний образ персонажа, а дії завершуються успіхом чи провалом за визначеною системою правил, норм та принципів. У межах правил гравці можуть вільно імпровізувати; їхній вибір у кожній ситуації формує інсценування та результат гри.
Рольові ігри можуть відбуватися за столом з використанням макетів довкілля та фігурок персонажів, або фізично, як костюмоване дійство. Також багато систем настільних рольових ігор є основою для відеоігор.

## Характеристики

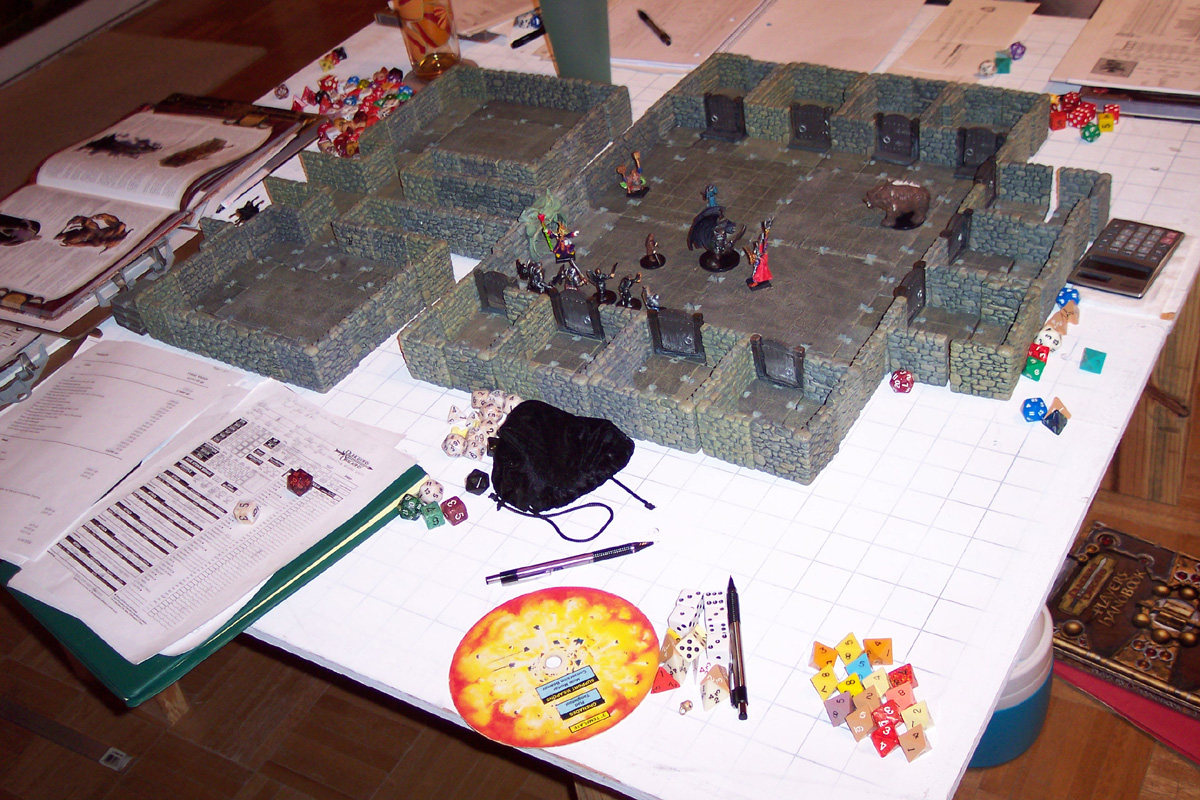
Обладнання для настільної RPG

Дія рольової гри відбувається в умовному світі, де учасники беруть на себе роль персонажів із заздалегідь відомими рисами та здібностями. Ігровий майстер (англ. Dungeon Master — DM або Game Master — GM) пропонує гравцям сюжет, розділений на модулі, та рольову систему розвитку персонажа. Зазвичай персонажі мають заздалегідь відомі характеристики, що надають свої переваги та обмеження.
Головна мета RPG — отримати задоволення від самого процесу гри, а не здобути яку-небудь кількісно виражену перемогу. Це фундаментально відрізняє рольову гру від настільних, картярських, спортивних та інших, не таких динамічних ігор. Рольові ігри не засновані на конкуренції, навпаки, вони більше зближують людей у спілкуванні. Типова рольова гра більш сприяє бажанню грати разом, а не поодинці. Бажання гравця отримати в грі вигоду (гроші, очки, найкраще екіпірування тощо), що суперечить його ролі, зазвичай не схвалюється та вважається порушенням етикету.
Рольова гра має епізодичний характер, зазвичай у вигляді щотижневих сесій. Сесії можуть відбуватися протягом місяців або навіть років, хоча існують і односесійні постановки сюжету. Рольова гра є формою узгодженого, спільного творення історії. Як новели та фільми, RPG приваблюють, тому що вони збуджують і розвивають фантазію. Безпосередність — це основна відмінність рольової гри від звичайного вигаду. На відміну від того, хто переглядає фільм чи читає книгу, бувши пасивним учасником, гравець RPG сам приймає рішення, які утворюють сюжет. Дії, результат яких свідомо не може бути достеменно відомий (такі, як уникнення шкоди в сутичці), визначаються генераторами випадкових чисел — наприклад, кидком грального кубика. Іноді гравці говорять від свого імені, а іноді — від третьої особи, пояснюючи дії свого персонажа; це залежить від особистого ставлення, зацікавленості та захоплення гравцем від того, що відбувається. Рольову гру, в якій гравці інсценізують свої дії фізично, називають live-action role-playng game (LARP).

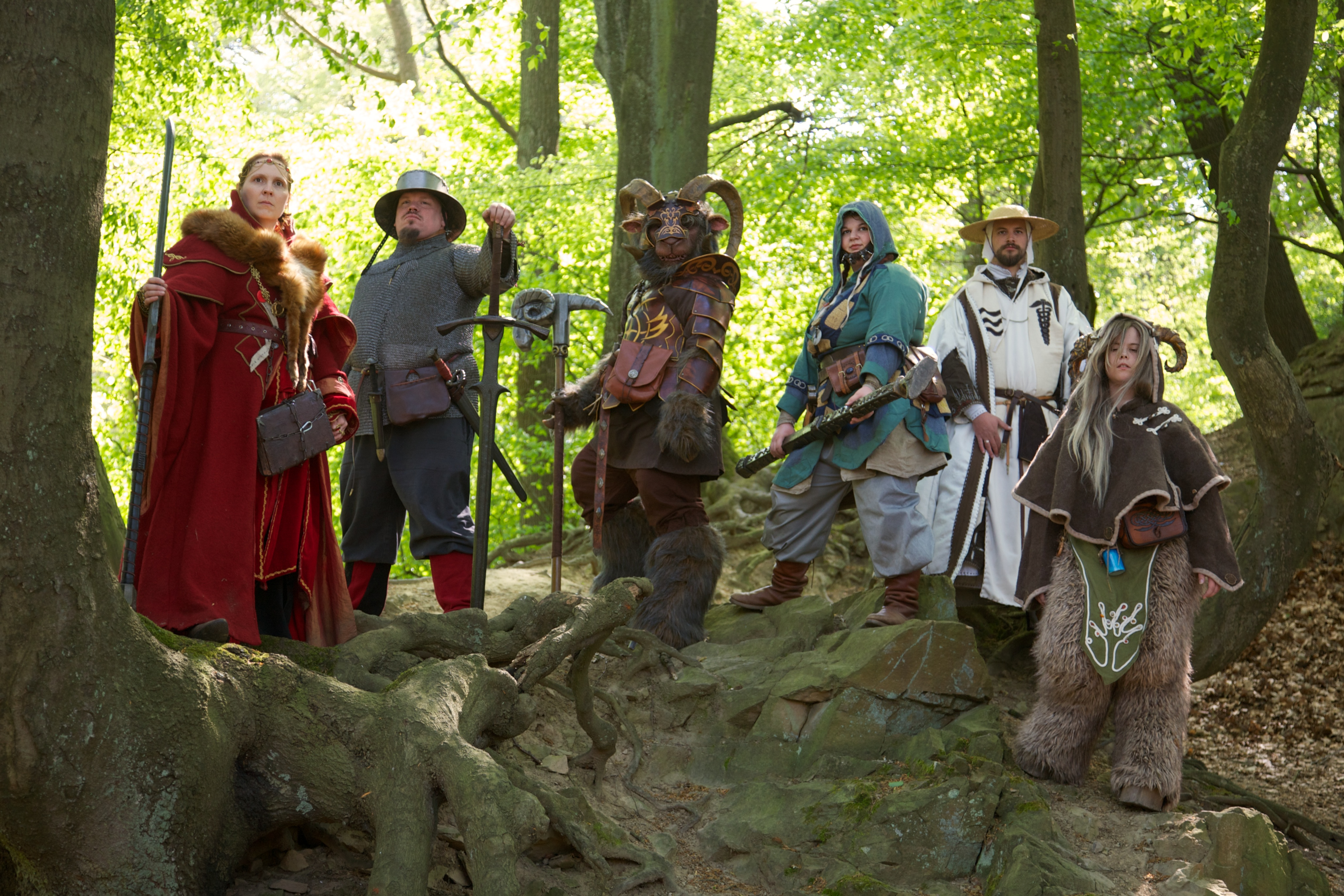
Учасники рольової гри живої дії

Деякий відтінок рольової гри присутній навіть у такій дитячій грі, як «козаки-розбійники», тільки з меншим рівнем витонченості, бо в RPG кожен персонаж своєрідний і особливий. Витримана система правил і більш-менш реалістичні принципи кампанії сприяють тому, що у гравця зникає відчуття нереальності, награності. Рівень реалізму в іграх коливається від просто достатньо якісної логіки для утворення правдоподібної історії до повноцінної інсценізації справжніх життєвих дій.
Відеоігри, що об'єднують в собі правила, перенесені з рольових ігор, відносяться до так званих комп'ютерних рольових ігор (англ. computer role-playing game — CRPG). Через популярність CRPG, терміни «рольова гра» та «RPG» обидва певним чином були використані виробниками відеоігор; як результат — традиційне проведення часу за нецифровими іграми такого сорту дедалі більше і більше стали відносити до «настільних» рольових ігор («pen and paper», «tabletop»), хоча ні ручка і папір, ні стіл не є суворо обов'язковими.

## Історія рольових ігор
У ранніх роках XX століття присвоєння ролей було головною тематикою в грі Jury Box та у «Театральних іграх». У 60-х роках відомі групи реконструкторів, такі як The Sealed Knot (Британія) і «Товариство Творчого Анахронізму» («Society for Creative Anachronism») почали виконувати інсценізації «творчої історії», вносячи фантастичні елементи. У 70-х роках під натхненням «Меча і Магії» (Sword & Sorcery) виникли фантастичні «бойові ігри» (англ. wargames), у яких кожен гравець контролював лише одну ігрову одиницю (unit) або «персонажа». Так, ранні традиції рольової гри включали типові для «бойових ігор» правила зображення персонажа.
«Підземелля і дракони» (англ. Dungeons & Dragons) — гра, опублікована в 1974 році компанією TSR Дейва Арнесона та Ґарі Ґіґакса, стала першою комерційно доступною рольовою грою. Її не таким широкомасштабним попередником була «Chainmail» (1867). Ґіґакс сподівався випустити близько 50 000 копій на продаж суто у фан-магазинах. Але після впевненого закріплення в книжкових магазинах це стало просто культом…
Ще одною ранньою грою був «Мандрівник», оформлений Марком Міллером і вперше опублікований у 1977 році фірмою GDW (Game Designer's Workshop). Початковим задумом була система гри за науково-фантастичними пригодами, в такому ж сенсі, як Dungeons & Dragons були системою звичайних (класичних) фантастичних пригод.
Dungeons & Dragons стали предметом суперечок у 1980-х роках, коли їхні опоненти пред'являли претензії щодо негативного духовного та психологічного впливу. Проте наукові дослідження поставили під сумніви ці наклепи. Деякі психологи підтримують рольові ігри як здоровий і цікавий спосіб практикувати навички читання та арифметики, розвивати фантазію. І все-таки хоча більшість прийняла рольові ігри, деякі продовжують заперечувати їх.
Через великий успіх гри, термін «Dungeons & Dragons» іноді використовують для загального позначення фантастичних рольових ігор. TSR офіційно зобов'язались оберігати цю торгову марку.
Такі ігри, як GURPS (англ. Generic Universal RolePlaying System) та «Чемпіони» також застосовували ігровий баланс персонажів. Пізніше Vampire: The Masquerade та подібні ігри послужили виділенню сказання та планування гри, удосконалення персонажа поза правилами та боями. В подальші роки нестача правил була компенсована літературною технікою, розвинулись такі ігри, як Dogs in the Vineyard, які ставили акцент на вхід гравця в напружену ситуацію, щоб дати гравцям моральну силу в протягом історії.
Боротьба за існування проти комп'ютерних рольових та колекційних карткових ігор призвела до спаду RPG-виробництва. Лідер продажу TSR мала проблеми з фінансуванням і була куплена фірмою Wizards of the Coast. Щоб боротись зі нарощувальними проблемами нелегальності, вони представили нову систему «open gaming», що дозволяла іншим компаніям публікувати сумісні з D&D додатки. Тим часом в інтернеті зароджувались товариства типу «indie role-playing» (так називали ті, що публікувались за межами традиційних, домінівних течій рольової гри), вивчаючи RPG та розвиваючи свої форми теорії рольової гри, такі як GNS Theory. Певним відтінком рольових ігор ставала все популярніша скандинавська тематика.
Через 30 років цей жанр зріс від рівня хобі-магазинчиків до економічно важливої частини ігрової індустрії, лідер якої, американська іграшкова компанія Hasbro, скупила Wizards of the Coast у 1999 році за розцінкою в $325 000 000.

## Рольові ігри в Україні
В Україні у багатьох містах було створено клуби настільних рольових ігор. У цих клубах обладнані столи, або ж навіть окремі кімнати, для проведення настільних рольових ігор за різними ігровими системами. Також клуби зазвичай продають або здають в оренду інвентар для настільних рольових ігор, наприклад готові ігрові набори, книжки, фігурки, гральні карти та кістки.
Окрім цього, для проведення настільних рольових ігор через Інтернет використовуються різні програми, такі як Discord та Telegram.
Наприклад, в Discord існують українськомовні сервери «RolePlay Солов'їною», «ІНРІУМ», «Amici Noctis» та інші. Вони об'єднують сотні активних гравців і прихильників настільних рольових ігор.
Рольова спільнота України активно перекладає українською мовою правила для різних настільних рольових ігор. Окрім цього, українські автори створюють власні ігрові системи, які збирають своїх фанатів. (наприклад гра «Космічний ковбой»)
Нещодавно було розпочато видання рольового українського журналу «Мімік».
Також Рольова спільнота України допомогла адаптувати ігровий сайт Roll20 для гри українською мовою.
В Україні до 2021 р. кілька разів проводили фестиваль Комік Кон, на якому зокрема були представники настільних рольових ігор.

## Типи рольових ігор
- Історичні реконструкції
- Настільні рольові ігри
- Рольові ігри живої дії
- Рольові відеоігри
  - Японські рольові відеоігри (JRPG)